# فرانسوا دوگلت
فرانسوا دوگلت (به انگلیسی: François Deguelt) (زاده ۴ دسامبر ۱۹۳۲-درگذشته ۲۲ ژانویه ۲۰۱۴) خواننده فرانسوی بود.
او نماینده موناکو در یوروویژن ۱۹۶۰ و یوروویژن ۱۹۶۲ بود.